# 高山 (赤穂市)
高山（たかやま）は、兵庫県赤穂市に位置する山である。

## 概要
標高299.2m、赤穂市街地から北方面に位置する。山頂から南東約2kmには雄鷹台山がある。
山の北には山陽新幹線が東西に赤穂トンネルと大津トンネルで貫く。山頂直下は山陽自動車道が東西に高山トンネルで貫く。
トンネルの西側を出ると赤穂ICがある。山の東には千種川が流れる。
斜面には「赤」の文字が木と芝生で描かれていて国道250号から見える。